# Ikebana

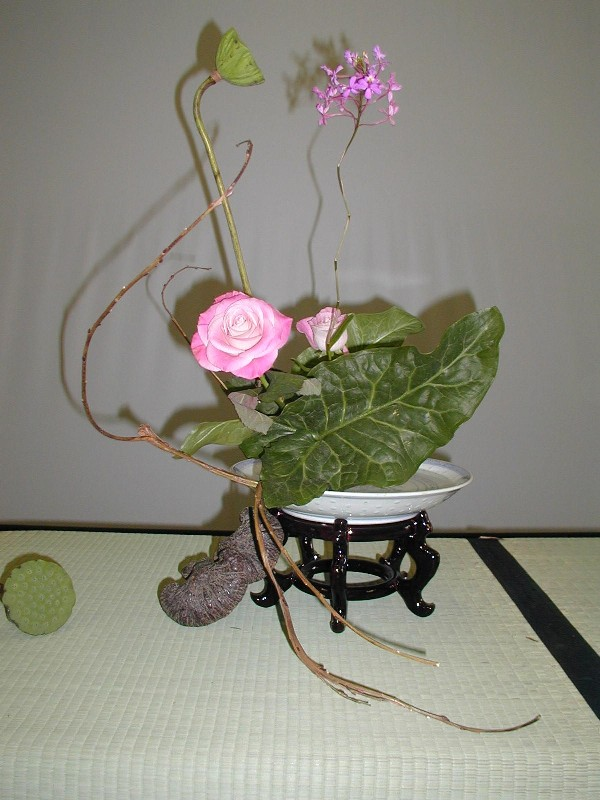
Ikebana

Ikebana (Japans: 生花, wat letterlijk "levende bloemen" betekent) is de Japanse kunst van bloemstukken maken. Het wordt ook wel kadō (華道 of 花道) genoemd — de weg van de bloemen.
In tegenstelling tot de kunst van het bloemschikken in de westerse wereld, waar vooral de kwaliteit van de bloemen voorop staat, is de Japanse bloemschikkunst gericht op het scheppen van een fraaie compositie. Men geeft aandacht aan het lijnenspel, ritme en kleur. Met ikebana brengt men de omgeving binnen, in relatie met buiten, de natuur. Daarom worden in een ikebanabloemstuk niet de bloemen van één soort gebruikt. Door gebruik van meerdere delen van de plant, of verschillende planten, staat het bloemstuk symbool voor de gehele natuur.

## Hulpmiddelen
In ikebana worden de vaas, de stelen, bladeren en takken, maar ook de bloemen, deel van de gehele compositie. Ook kunnen mossen, knoppen, dode bladeren of vruchten aan de compositie worden toegevoegd. Afhankelijk van het seizoen worden andere materialen gebruikt. De Japanners hechten meer waarde aan de vormen, dan aan de kleuren van de gebruikte materialen. Westerlingen zijn over het algemeen meer georiënteerd op de kleur van bloemen bijvoorbeeld.
De bloemen en takken worden geplaatst in een vaas, vaak is dat een platte schaal, maar het kan ook een hoge vaas zijn. Bepaalde scholen gebruiken een lage schaal, andere juist een hoge vaas. De vaas kan van glas of aardewerk zijn. Tijdens het bloemschikken wordt de vaas op ooghoogte geplaatst. Dit is dan ook de hoogte waarop de kunst moet worden bekeken.
Om de planten vers te houden, worden de stelen onder water afgesneden, zodat ze geen lucht opnemen. Ook wordt wel een beetje zoutzuur of zwavelzuur toegevoegd om de bloemen goed te houden, of wordt er wat zout in de snijwond gewreven. Vaak gebruikt men vanwege de duurzaamheid dan ook liever een knop dan een uitgekomen bloem.

## Geschiedenis
De oorsprong van ikebana ligt in de rituele bloemenoffers aan de geesten van overledenen in boeddhistische tempels. Deze offers dateren al uit de 6e eeuw, toen het boeddhisme in Japan werd geïntroduceerd. Het boeddhisme kwam oorspronkelijk uit India, en bereikte via China Japan. Ook in India, de oorsprong van het boeddhisme, zijn bloemoffers in tempels gebruikelijk, maar daar worden de bloemen niet in bloemstukken geplaatst. Soms worden alleen de bloembladeren rondgestrooid. 
In Japan begon men vanaf de 10e eeuw houders te gebruiken om de bloemen in te zetten. Men zorgde er bij de geofferde bloemstukken voor dat zowel de bloemen als de takken naar de hemel wezen, als een teken van geloof. De eersten die ikebana beoefenden waren dan ook priesters. De eerst bekende priester die ikebana beoefende werkte in de Rokkakudo-tempel in Kioto. Omdat deze priester aan de oever van een meer, Ikenobo, woonde werd de naam Ikenobo voortaan in verband gebracht met priesters die de kunst van het bloemschikken beoefenden. Dit is ook de naam van de oudste ikebanaschool.
Tijdens het Muromachi shogunaat van Ashikaga Yoshimasa (1436 - 1490) toonde hij zijn liefde voor eenvoud in zowel grote gebouwen als in kleine huizen. De kleine woningen bevatten een tokonoma, een alkoof waar mensen objecten of bloemstukken in konden neerzetten. Tijdens deze periode werden de regels van de ikebana vereenvoudigd, zodat iedereen van deze bloemsierkunst kon genieten. De compositie bestond uit een middelste, lange, stengel, waarnaast twee kortere stengels geplaatst werden. De drie staan onder een vaste hoek ten opzichte van elkaar (zowel van boven gezien, als van opzij ten opzichte van de verticaal). Deze drie delen symboliseren, afhankelijk van hun hoogte ten opzichte van de vaas, de hemel, de mens en de aarde. De compositie kan worden uitgebreid door niet drie stengels te gebruiken, maar groepen van stengels en andere delen van planten.
De oudste tekst die over ikebana handelt is de Sendensho, die geschreven werd tussen 1443 en 1536. Vanaf de 15e eeuw kwam een nieuwe vaste stijl van de Ikenobo school op, Rikka genoemd ("staande bloemen"). Deze stijl bestaat uit zeven takken of stengels, die elk een eigen betekenis hebben, zoals een heuvel, een waterval of een dal. De rikkastijl symboliseert elementen van de indrukwekkende natuur. Zo staan bijvoorbeeld de takken van dennenbomen voor rotsen en stenen. Witte chrysanten staan voor een rivier of beek. De rikkastijl werd populair in de 17e eeuw, toen men het begon te gebruiken als decoraties bij ceremoniële of feestelijke gebeurtenissen. De grotere bloemstukken pasten goed in de ruime kastelen. Tegenwoordig wordt het als een oude vorm van bloemschikken beschouwd. Men past het nauwelijks meer toe. Langzamerhand verloor ikebana zijn religieuze betekenis.

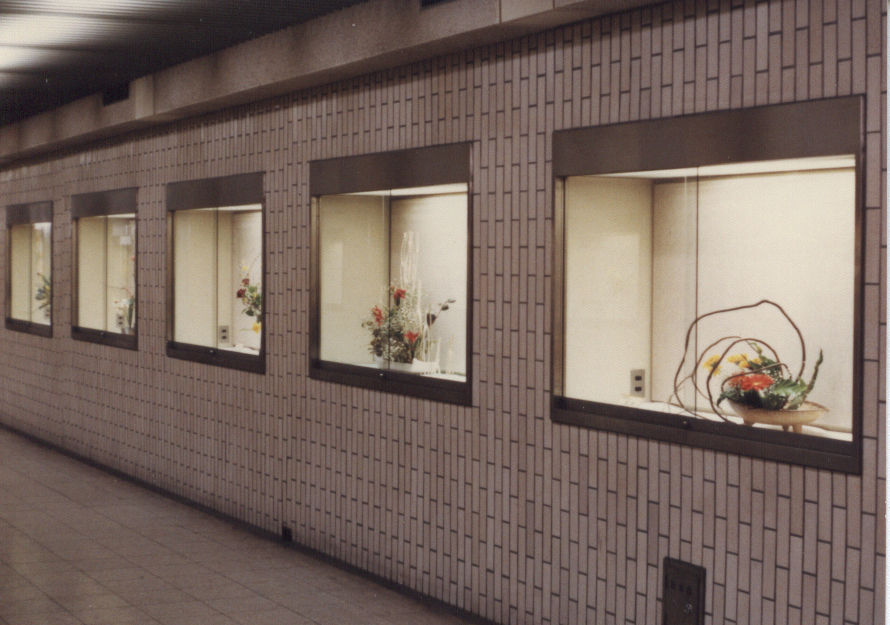
Ikebanatentoonstelling in een metrohalte in Kioto

Aan het eind van de 16e eeuw, tijdens de Edoperiode, kwam een nog simpeler stijl op, die "nageire" (ingooien) genoemd werd. Deze speelde een rol in de Japanse theeceremonie. De bloemen worden volgens deze stijl zo natuurlijk mogelijk in een vaas gezet. De stijl wordt ook wel cha-bana genoemd (茶花, letterlijk "thee bloemen").
Oorspronkelijk werd ikebana dus alleen door mannen beoefend. De stoerste samoerai schrokken er niet voor terug. Later, aan het eind van de 19e eeuw, kwamen ook vrouwen in beeld. Net als de theeceremonie en kalligrafie, werd ikebana een kunst die traditioneel door vrouwen werd geleerd als voorbereiding op het huwelijk. Tegenwoordig (2005) zijn de beroemdste ikebanabeoefenaars in Japan nog steeds mannen.
In de jaren 1890, kort na de Meiji-restauratie die leidde tot de modernisering van Japan, kwam er een nieuwe ikebanastijl op, die moribana genoemd werd, "'op een stapel gelegde bloemen". Deze stijl hing samen met de introductie in Japan van westerse bloemen, maar ook met het verwestersen van de Japanse leefstijl. De moribanastijl ging gepaard met een nieuwe vrijheid van bloemschikken. De bloemstelen worden met wiggen bijvoorbeeld in een gewenste bocht gelegd, of komen onder een hoek uit de vaas. Een ikebanabloemstuk wordt gebruikt voor een landschap of tuin, maar kan aangepast worden aan zowel formele als informele gelegenheden. Vanaf dat moment vond ikebana zijn weg naar de Verenigde Staten en Europa, net als de Japanse prenten.
Een moderne vorm van ikebana, de Sogetsu-school, dateert uit 1929 en is expressiever dan de klassieke stijl. Dit wordt aangeduid met zen'ei ikebana' of zen'eibana.  Tegenwoordig (2005) wordt bloemschikken beschouwd als een van de traditionele Japanse kunsten. Er bestaan meer dan 2000 scholen waar ikebana geleerd kan worden, en die ingeschreven zijn bij het Japanse ministerie van Onderwijs. Belangrijke scholen zijn naast de genoemde Ikenobo, Ohara en Sogetsu.